# Прелюдия и фуга до минор (BWV 847)
Прелюдия и фуга до минор (BWV 847) является второй в 1 томе Хорошо темперированного клавира И. С. Баха.

## Прелюдия
Прелюдия написана в размере 4/4, в темпе аллегро, шестнадцатыми, которые придают музыке оживлённость и подвижность. Отличается своеобразием и красотой гармонии. Создает впечатление мощного движения вперед. Во второй части темп прелюдии меняется с аллегро на престо с преобладанием арпеджированных пассажей, а затем темп замедляется ещё больше, переходит в адажио и следует короткий однотактный фрагмент, являющийся кульминацией, похожей на речитативное соло в вокальном произведении. Он вносит в прелюдию момент размышления. Затем мелодия снова возвращает свой темп, арпеджио медленно перестаёт быть резким. Заканчивается прелюдия пикардийской терцией, которая придаёт финалу более светлый оттенок.Она отличается чётким и энергичным ритмом. Ещё единым ритмом шестнадцатых нот в быстром темпе.

## Фуга
Фуга трёхголосна и имеет размер 4/4. Ответ реальный. В разработке шестнадцатые из нижнего голоса переходят в верхний и наоборот, добавляя плавности и полифоничности структуре фуги. Фуга насыщена имитациями. Фуга завершается темой, звучащей в верхнем голосе. Подвижная, энергичная, с настойчивым повторением тема имеет упругий танцевальный ритм. Тема повторяется 8 раз